# Cabello castaño

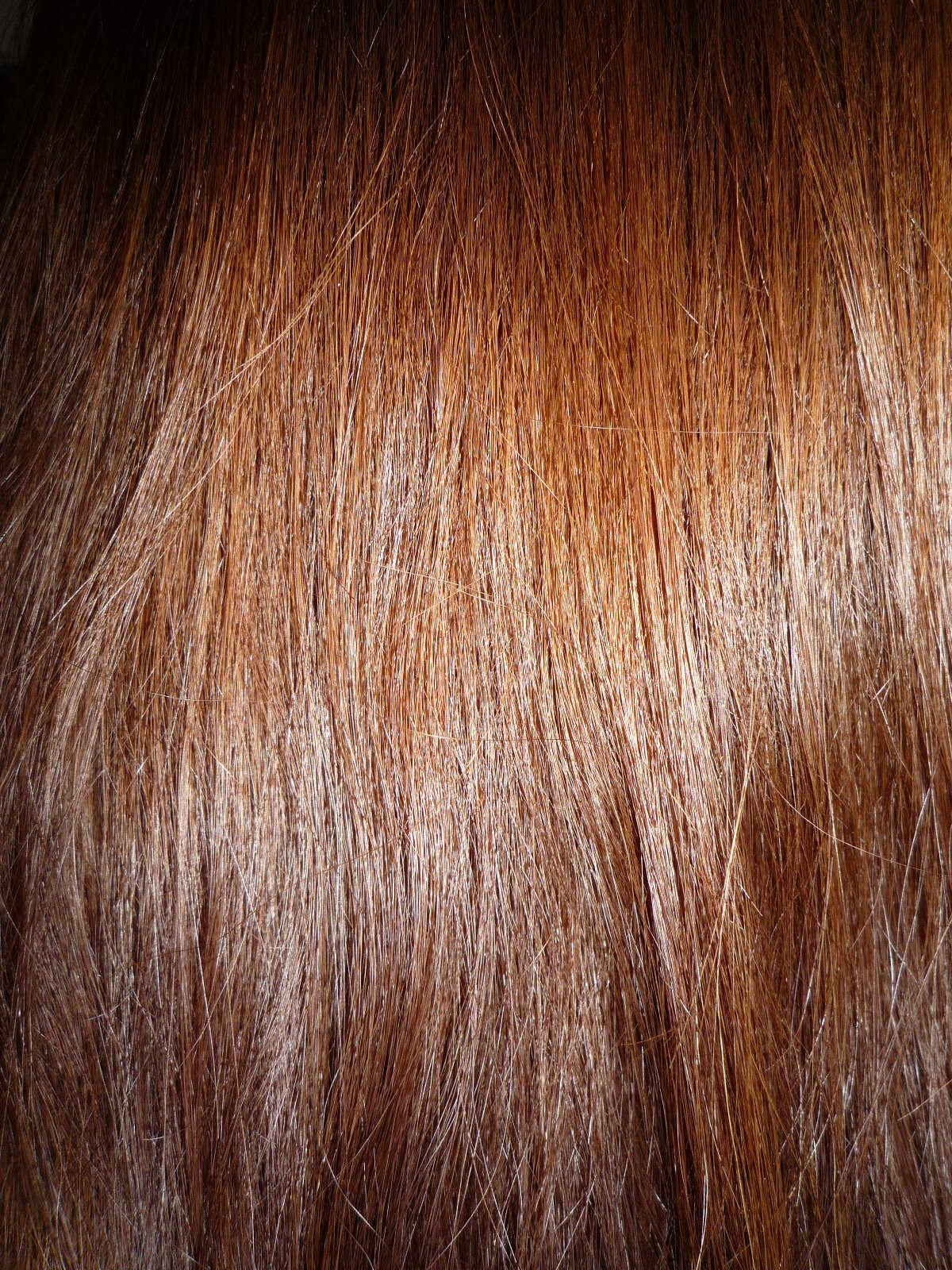
Imagen de un cabello castaño.

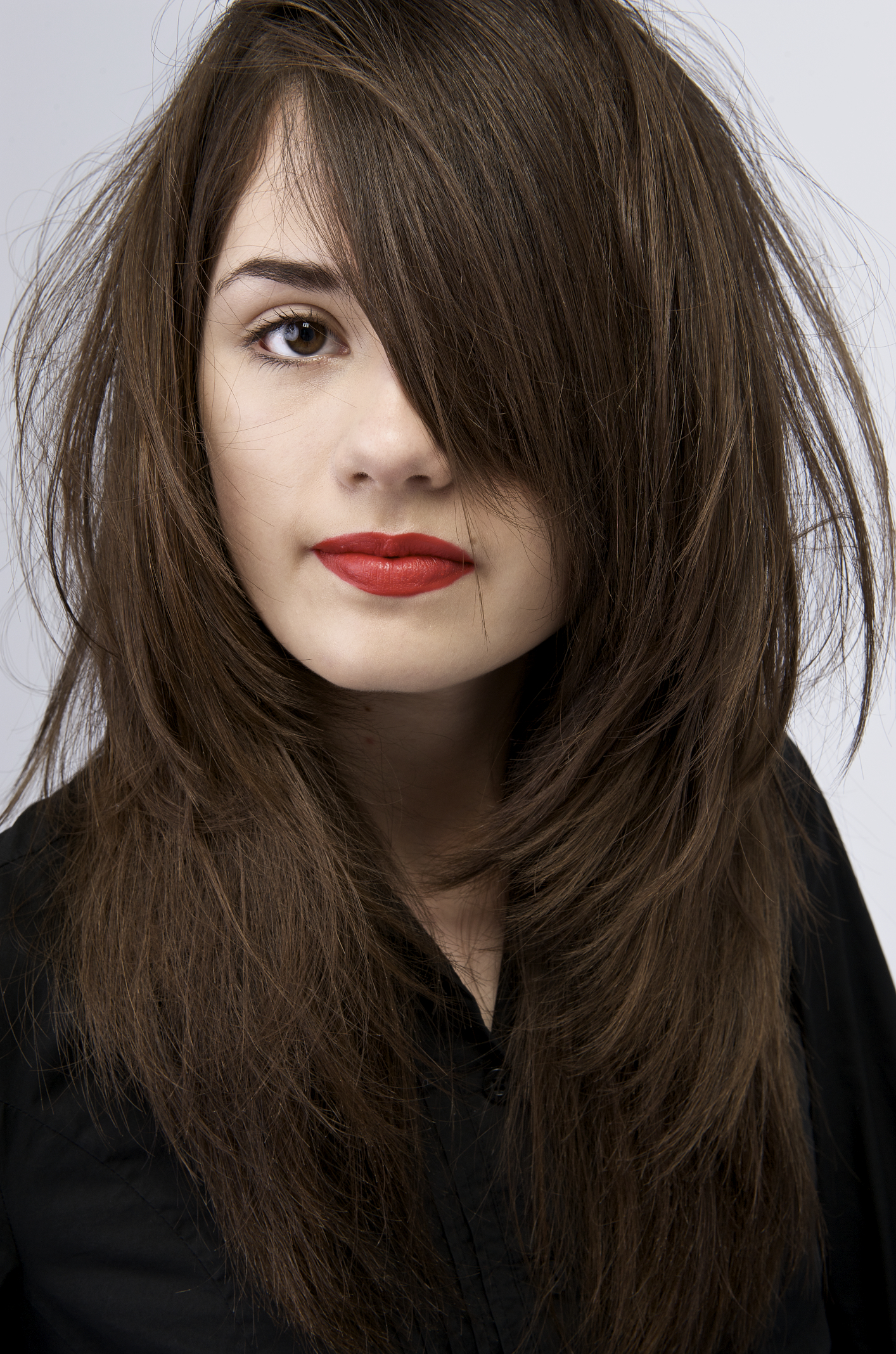
Mujer con el cabello castaño.

El cabello castaño, café o marrón se define como todas aquellas tonalidades de color de pelo entre el rubio oscuro y el negro.
El castaño es el segundo color de pelo más común tras el cabello negro. Varía desde el castaño demasiado claro, que en realidad es un café claro bastante evidente llegando a tonos amarillos; hasta el castaño muy oscuro, este último definido por algunas firmas de cosmética capilar como moreno.
Está caracterizado por tener altos niveles del pigmento oscuro eumelanina y bajos niveles del pigmento pálido faeomelanina. El cabello castaño es común en el centro y sur de Europa, en el oeste de Asia, el norte de África y Oceanía. Debido a los asentamientos de colonos europeos y migraciones posteriores desde el siglo XVI hasta el siglo XX, los pueblos con pelo castaño pueden ser también encontrados alrededor de todo el mundo como América, Nueva Zelanda, Sudáfrica, Siberia, etc.

## Etimología y gramática

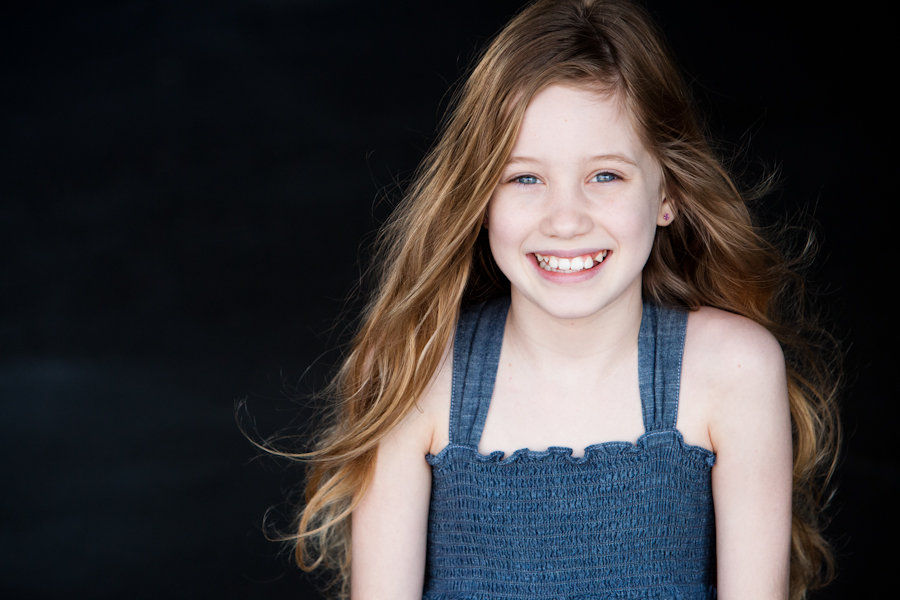
Ava Ames con su cabello castaño.

Los tonos más claros o más oscuros del cabello castaño pueden denominarse "castaño claro" o "castaño oscuro", aunque en tales casos uno generalmente se refiere solo al color del cabello, no usando el término como una metáfora de la persona; es poco probable que se diga: "Ella es una castaña clara". Más bien, uno diría: "Ella tiene cabello castaño claro".
El término en inglés Brunette es la forma femenina de la palabra francesa brunet, que es una forma diminutiva de brun que significa "marrón/pelo castaño" (brown/brown-haired), cuyo femenino es brune. Todos estos términos derivan en última instancia de la raíz proto-indoeuropea *bhrūn- "marrón (brown), gris". La forma "brun" (pronunciado [bruːn]) todavía se usa comúnmente en Escocia, particularmente en las zonas rurales, y también es la palabra para "marrón" en los idiomas escandinavos. Sin embargo, en el uso moderno del inglés, ha perdido el significado de diminutivo y generalmente se refiere a cualquier niña o mujer de cabello castaño o negro, o el color de cabello asociado. Merriam-Webster define "brunet" (moreno) como "una persona con cabello castaño o negro".

## Distribución geográfica

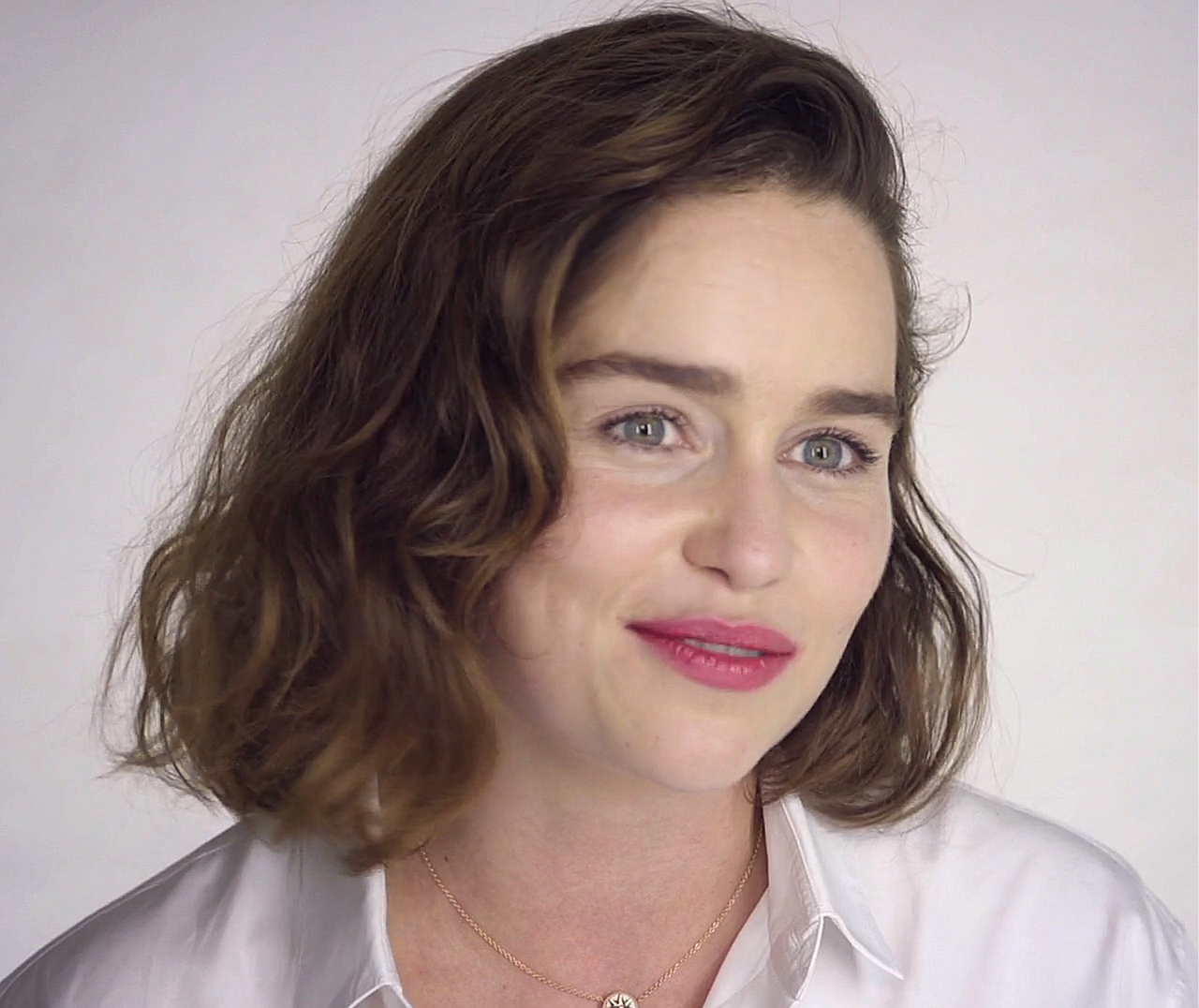
Emilia Clarke presenta cabello castaño natural, es de origen inglés.

Las personas de cabello castaño existen en la mayor parte de Europa. En el norte y centro, los tonos claros medio a claros son los más comunes, mientras que los tonos más oscuros prevalecen en el resto del continente. El cabello castaño, en su mayoría tonos marrones medios a claros, también es común en Australia, Canadá y Estados Unidos entre los descendientes del norte, centro y este de Europa (británicos, escandinavos, bálticos, neerlandéses/flamencos, alemanes –incluidos suizo-alemanes y austríacos–, Eslovenos, polacos, ucranianos y rusos), así como inmigrantes del sur (italianos, españoles, griegos, portugueses) y del sudeste de Europa (croatas, serbios).
De manera similar al cabello rubio, el cabello castaño aparece comúnmente entre las poblaciones aborígenes australianas y melanesias.
El cabello castaño oscuro es predominante en las partes mediterráneas de Europa, Medio Oriente, África del Norte, Asia Central y en partes del Sur de Asia. El cabello castaño muy oscuro, fácilmente confundible con cabello negro, se puede encontrar ocasionalmente en partes del Este de Asia. El cabello castaño también es común para el Cono Sur de América del Sur (Argentina, Uruguay, Chile, centro-sur de Brasil), y en menor medida en países como Colombia, Región Andina de Venezuela, Costa Rica y Puerto Rico.
Un estudio de 1023 alumnos en chile encontró que el color más frecuente de ojos fue café-negro: 71 al 89,4 % y el color de pelo más frecuente fue el castaño del 65,8% al 66,8%.
En España el 57% es castaño (7% de los españoles es rubio natural, el 26% moreno, el 3% pelirrojo y el 10% restante moreno y castaño claros).

## Bioquímica

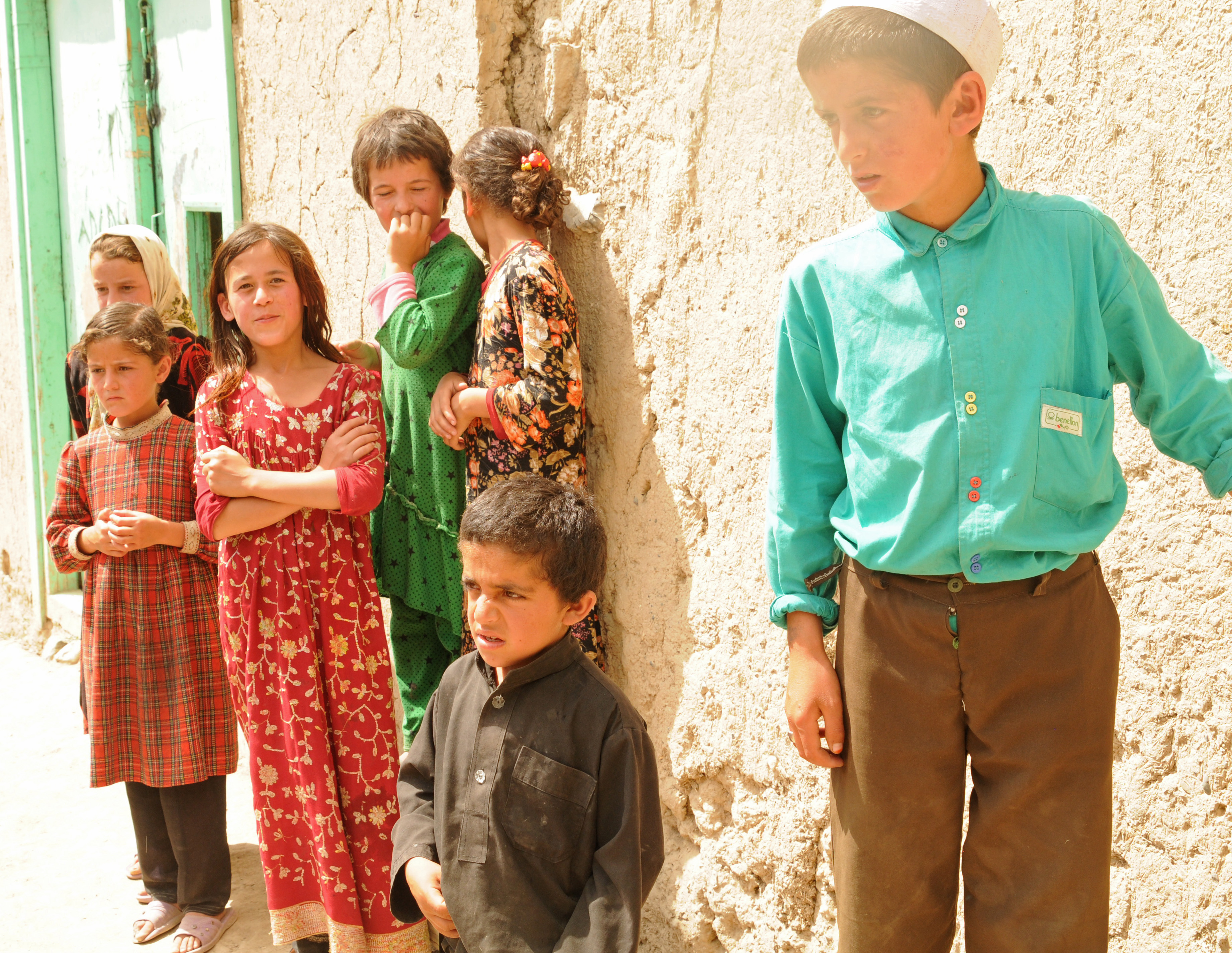
Niñas afganas en la provincia de Badakhshan-2012

El pigmento eumelanina le da al cabello castaño su color distintivo. El cabello castaño tiene más eumelanina que el rubio, pero también tiene mucho menos que el negro. Hay dos tipos diferentes de eumelanina, que se distinguen entre sí por su patrón de enlaces de polímero. Los dos tipos son eumelanina negra y eumelanina marrón. La eumelanina negra es la más oscura; La eumelanina marrón es mucho más clara que la negra. Una pequeña cantidad de eumelanina negra en ausencia de otros pigmentos causa canas. Una pequeña cantidad de eumelanina marrón en ausencia de otros pigmentos produce cabello de color amarillo (rubio). A menudo, el cabello rubio o rojo natural se oscurecerá a un color marrón con el tiempo. Las personas de cabello castaño tienen mechones de cabello de grosor medio.
Se cree que las personas de cabello castaño producen más eumelanina protectora de la piel y se asocian con un tono de piel más uniforme. La gama de colores de piel asociados con el cabello castaño es amplia, desde los tonos de piel más pálidos hasta una tez aceituna oscura.

## Variedades del cabello castaño

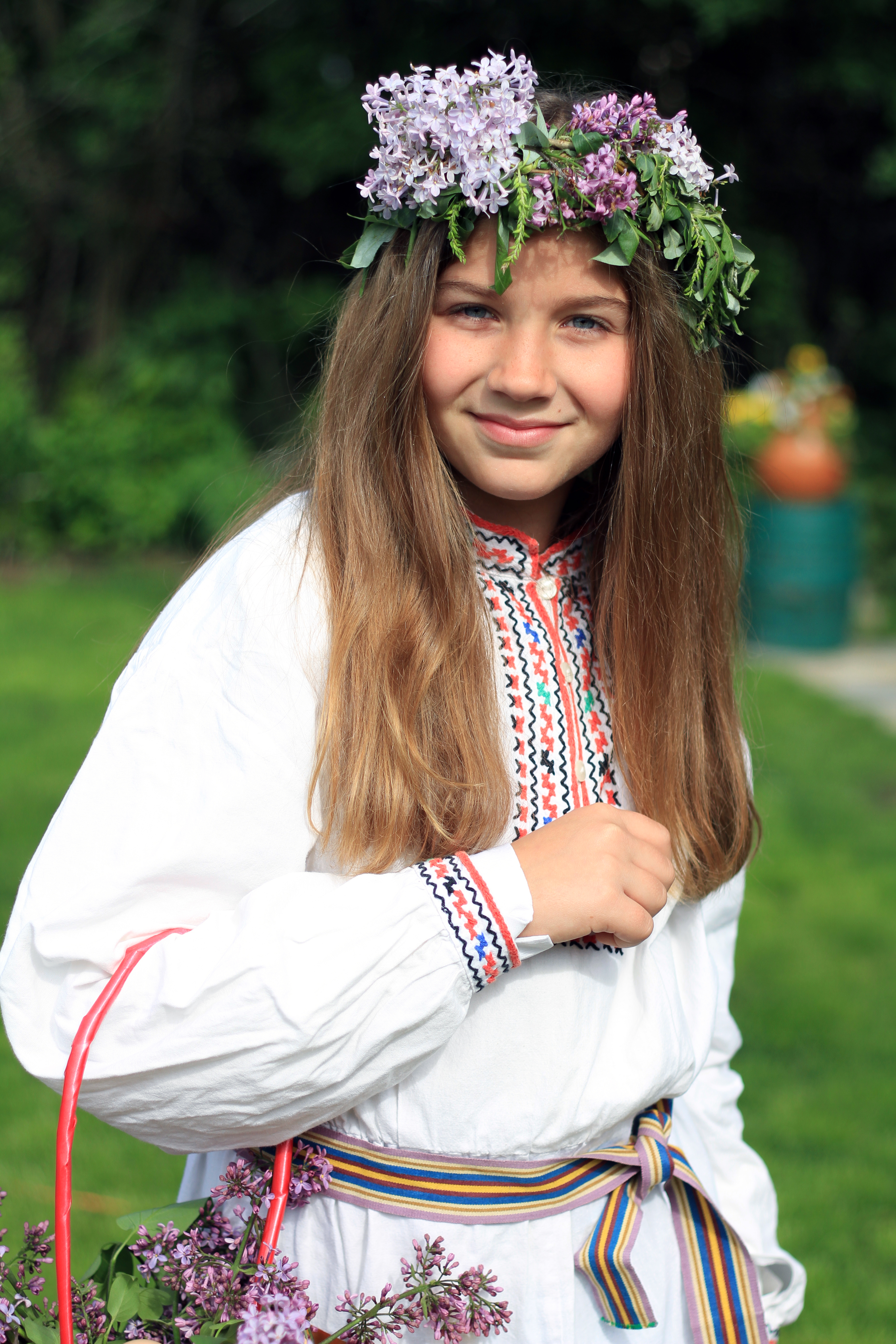
Chica búlgara con un tono medio de castaño

El cabello castaño posee una amplia variedad de tonos; desde el más oscuro (casi negro) al más claro (casi rubio), y con algunos colores distintos de trasfondo. Los tonos de pelo castaño incluyen:
- Castaño oscuro: El castaño oscuro también es denominado moreno cuando es muy oscuro.[1]
- Castaño chocolate: Es un marrón oscuro uniforme de color chocolate fuerte.
- Castaño: el tono medio. Es un marrón uniforme.
- Castaño medio: El castaño medio es un color neutro, ni tan claro ni tan oscuro.
- Castaño ceniza: Es un castaño con tonos y reflejos cenizos dependiendo de la tonalidad. Cuanto más oscuro sea, menos serán los reflejos cenizos, mientras que si es más claro será lo contrario.
- Castaño dorado: Generalmente el castaño dorado es un tono mucho más claro que el castaño, tiene reflejos dorados y también puede ser oscuro con pelos dorados.
- Castaño miel: es un castaño muy claro con mechas doradas o rubias, sin llegar a ser rubio.
- Castaño claro: El castaño claro suele tener pelos rubios y reflejos dorados tirando al rubio ceniza similar a los tonos arena y hasta aproximándose al rubio sucio. El castaño muy claro puede confundirse con el rubio muy oscuro.
- Castaño rojizo: El castaño rojizo tiene tonos y reflejos rojos. En este tono, cuanto más oscuro sea el pelo menos serán los tonos rojizos y, cuanto más claro sea, serán más abundantes.

## Numeración del color castaño

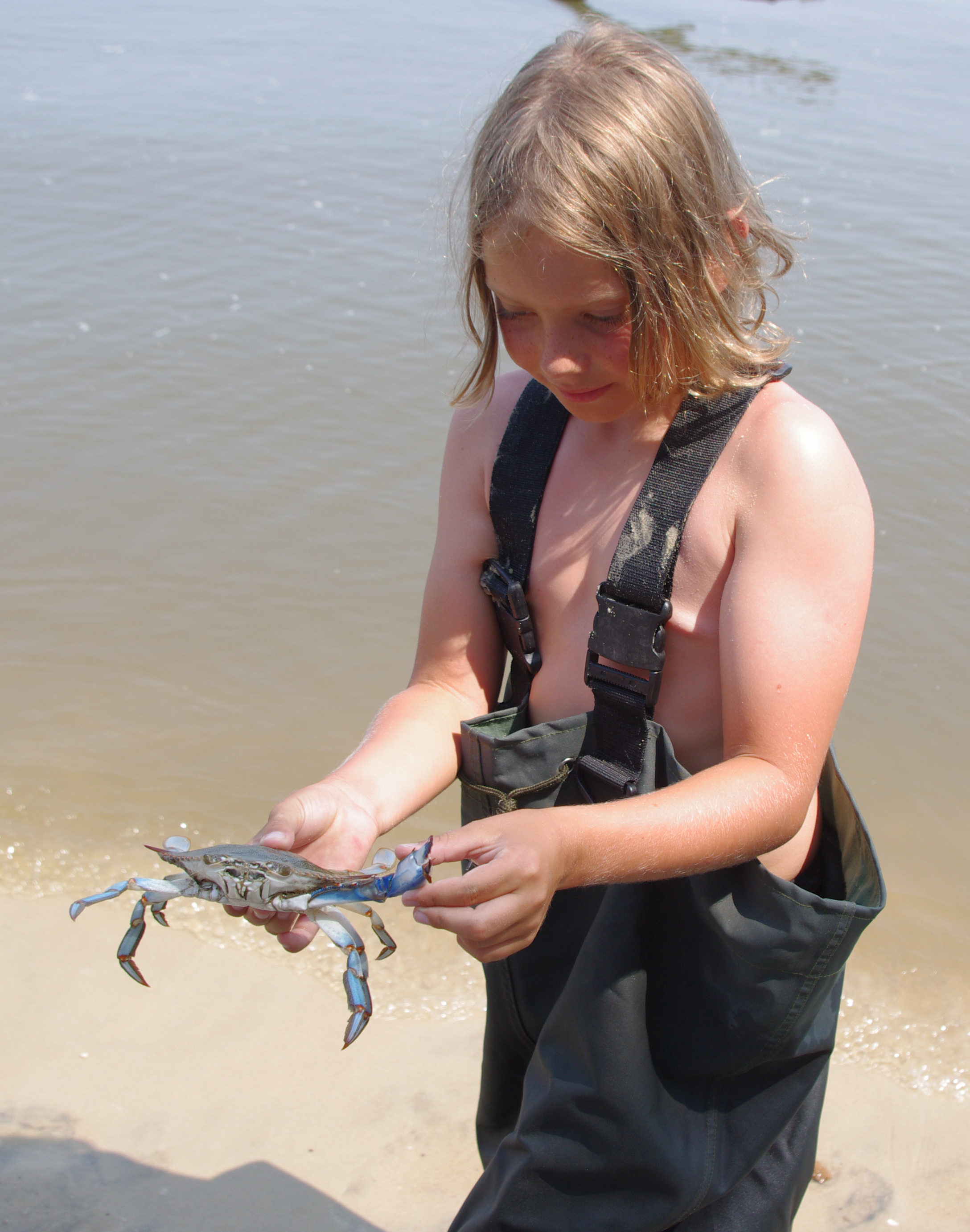
Cabello de tono castaño claro

- Castaño oscuro: 3
- Castaño medio: 4
- Castaño claro: 5

## Cultura
En la cultura popular occidental, un estereotipo común es que las morenas son estables, serias, inteligentes y sofisticadas. Según la revista Allure, en 2005, el 76 por ciento de las mujeres estadounidenses creían que la primera mujer presidenta de los Estados Unidos tendría el pelo castaño. En la cultura popular, las morenas pueden ser retratadas como rivales o competitivas con las mujeres rubias. La rivalidad puede tomar la forma de deportes competitivos. Además el tinte de cabello castaño es la tendencia de belleza preferida del verano 2022.